# QSO B2243+394
QSO B2243+394 是一個位在蠍虎座的類星體。

## 外部連結
- Simbad
- www.jb.man.ac.uk/atlas/（页面存档备份，存于）